# تقسیمات کشوری فرانسه

تقسیمات کشوری فرانسه، شامل خاک اصلی و سرزمین‌های فرادریایی فرانسه.

فرانسه کشوری است دارای مناطق و جزایر پراکنده متعدد در اقیانوس‌های گوناگون جهان.
تقسیمات کشوری در خاک اصلی کشور فرانسه به گونه زیر است:
- ۲۲ استان (région)
- استان‌ها جمعاً به ۹۶ شهرستان (département) تقسیم شده‌اند.
- شهرستان‌های فرانسه جمعاً به ۳۴۲ بخش (arrondissement) تقسیم شده‌اند.
- بخش‌ها به نوبه خود به ۳٬۸۸۳ زیربخش (canton) تقسیم شده‌اند.
- زیربخش‌ها جمعاً ۳۶٬۵۶۹ دهستان (commune) را تشکیل می‌دهند.

در کنار تقسیمات کلی کشوری، محدوده سه شهر پاریس، مارسی، و لیون خود به مناطق شهری (arrondissement municipal) تقسیم شده‌است. پاریس ۲۰، مارسی ۱۶، و لیون ۹ منطقه شهری دارد. 
- افزون بر این، ۷۳۰ دهستان در کشور به عنوان دهستان ضمیمه (communes associée) شناخته می‌شوند. این دهستان‌ها که پیش از این جدا بوده‌اند بعداً به دهستان‌های بزرگ‌تر ضمیمه شده‌اند اما هنوز بخشی از اختیارات محلی خود را نگه داشته‌اند.

## نواحی فرادریایی
- شهرستان‌های فرادریایی (= استان‌های فرادریایی):
  - گویان فرانسه
  - جزیره گوادلوپ
  - مارتینیک
  - مایوت
  - رئونیون
- مجموعه فرادریایی:
  - پلی‌نزی فرانسه
  - سن بارتلمی
  - سنت مارتین فرانسه
  - سن-پیر-ا-میکلون
  - والیس و فوتونا

مجموعه منحصربفرد:
- کالدونیای جدید
- سرزمین‌های جنوبی و جنوبگانی فرانسه:
  - جزیره آمستردام
  - جزیره سن پل
  - جزایر کروزت
  - جزایر کرگولن
  - سرزمین ادلی
  - بانک دوگیزر
  - باسا دا ایندیا
  - جزیره اروپا
  - جزایر گلوریوسو
  - ژوان دو نوا
  - جزیره ترومیلن

دسته‌بندی‌نشده:
- جزیره کلیپرتون